# Диркс, Мартын Мартынович
Мартын Мартынович Диркс (8 августа 1928, с. Берёзовка, Петропавловский округ, Казакская АССР — 4 августа 2006, Германия) — советский сельскохозяйственный работник, Герой Социалистического Труда (1971). Член КПСС с 1956 года.

## Биография
Начал трудовую деятельность в 1944 году трактористом, затем работал бригадиром тракторно-полеводческой бригады колхоза «Новая жизнь», в 1955—1961 годах — председателем колхоза имени Кирова Петропавловского района.
Окончил Акмолинский сельскохозяйственный институт в 1968 году.
Несколько лет возглавлял совхоз «Токушинский». Вывел совхоз в число передовых сельскохозяйственных предприятий. Указом Президиума Верховного Совета СССР «О присвоении звания Героя социалистического Труда передовикам сельского хозяйства Казахской ССР» от 8 апреля 1971 года за выдающиеся успехи, достигнутые в развитии сельскохозяйственного производства и выполнении пятилетнего плана продажи государству продуктов земледелия и животноводства удостоена звания Героя Социалистического Труда с вручением ордена Ленина и золотой медали «Серп и Молот».
С 1977 года работал управляющим трестом «Петропавловскоблгаз».
С 1988 года - на пенсии. В 1995 году переехал на постоянное место жительства в Германию.
Умер 4 августа 2006 года в Гейдельберге. Похоронен там же.

## Награды и звания
- Медаль «Серп и Молот»
- Орден Ленина